# Neoibidion
Neoibidion is een kevergeslacht uit de familie van de boktorren (Cerambycidae). De wetenschappelijke naam van het geslacht werd voor het eerst geldig gepubliceerd in 2012 door Monné.

## Soorten
Neoibidion is monotypisch en omvat slechts de volgende soort:
- Neoibidion comatum (Audinet-Serville, 1834)